# Dicranota macracantha
Dicranota macracantha är en tvåvingeart som beskrevs av Alexander 1947. Dicranota macracantha ingår i släktet Dicranota och familjen hårögonharkrankar. Inga underarter finns listade i Catalogue of Life.